# تنجداد
مدينة تنجداد أو منطقة فركلة عبارة عن واحة تقع في إقليم الراشيدية جنوب شرقي المغرب وهي إحدى الواحات الثلاث الكبرى في منطقة تافيلالت يحدها من الغرب إقليم تنغير ومن الجنوب الجماعة القروية لألنيف ومن الشمال جماعة غريس العلوية ومن الشرق جماعة ملاعب القروية، هذه المنطقة تقع في إقليم الراشيدية وهي عاصمة دائرة تنجداد 
```
كما انها تابعة إداريا لقيادة 
تنجداد
 وتنقسم إلى جماعتين قرويتين جماعة 
فركلة
 العليا وجماعة 
فركلة
 السفلى وجماعة حضرية هي بلدية 
تنجداد
.
```

و يبلغ عدد سكناها حسب الإحصاء الاخير 2014 إلى 43999 نسمة و بدلك تكون رابع أكبر مدينة بجهة درعة تافيلالت بعد كل من الرشيدية و ورزازات و ميدلت و تضم هذه المنطقة مركزية واحدة هي بلدية تنجداد وعدد مهم يبلغ حوالي 38 قصرا.ومن القصور قصر كردميت وتغدوين وأيت عاصم وأسرير والسات والخربات وأملال وتمردولت وتيغفرت وقصر الزاوية وايت امعمر القديم وقطع الواد وقصر القصيبة وأيت بن عمر وإزيلف وغيرها الكثير، ويعتبر قصر أسرير من أقدم قصور تنجداد والذي يعود إلى أكثر من 1000 عام

## أصل تسمية تنجداد
يختلف من أصل تسمية تنجداد بين الناس والمهتمين وهناك من يقول أن المدينة كانت مستنقعا يعج بالطيور التي تسمى بالأمازيغية (إيكداد) لذلك سميت المدينة فيما بعد (تين إكداد) ثم تنجداد وهناك من يقول أن المنطقة عرفت (بتين إنجدا) وسميت على اسمه لأنها أقرب منطقة لإستراحة المسافرين حيث أن المنطقة كانت في القديم من أهم نقاط العبور للقوافل المتجهة نحو التوات ثم السودان.

## وصف طبيعة مدينة تنجداد
- تنتمي منطقة تنجداد أو واحة فركلة إلى منطقة الهضاب الأطلسية حيث تعتبر حوضا كبيرا تحدها جبال الأطلس الكبير الشرقي شمالا وغربا، والأطلس الصغير جنوبا، ويحدها من جهة الشمال الشرقي سهل جماعة غريس الذي يوجد على ارتفاع 1000م عن سطح البحر، كما تظهر في الحوض عدد من الكتل الصخرية القليلة الارتفاع، كما توجد في منطقة فركلة عدد من الواحات أهمها وأكبرها الواحة الممتدة على طول نهر فركلة وتوجد بها عدد من الواحات الثانوية مثل واحة (ايت مولاي المامون) وواحة (أيت معمر) و(قطع الواد) و(تين أيت محمد) و(إيحنضار) و(توغاش) ويخترق هذه المنطقة واد فركلة الواد الرئيسي. وكذلك واد السات الذي يحد الواحة الكبرى من جهة الجنوب وواد(أغرو) و(تنكارفا) من جهة الشمال هذه الوديان التي تعتبر من روافد واد غريس وقد كانت حتى عهد السبعينيات دائمة الجريان لكنها اليوم أصبحت موسمية.
- يسود منطقة تنجداد مناخ شبه جاف إلى جاف ونادرا ما يمكن التمييز بين الفصول الأربعة، إذ يمكن الحديث فقط عن فصلين شتاء رطب وبارد وصيف جاف وحار، كما أن التساقطات المطرية تقل عن 200 ملم تتميز هذه المنطقة برياح شديدة مصحوبة بعواصف رملية في فصل الصيف والخريف تعرف برياح (الشاموم) حيث ترتفع درجات الحرارة وتفوق في بعض المرات 40 درجة، ذلك تعتبر منطقة فركلة منطقة قارية.

## المشاكل الطبيعية

### الجفاف
يعتبر موقع فركلة من أهم المسببات التي تجعل من المنطقة منطقة جافة حيث تمنع الجبال الأطلسية وصول المؤثرات الرطبة إلى المنطقة ويجعلها عرضة للمؤثرات الجافة القادمة من الصحراء الكبرى، حيث عرفت المنطقة نقصا في كمية التساقطات ومن جهة أخرى تميزت بانخفاض مستمر للفرشات المائية النقص ساعد على جفاف الوديان، كماعرفت جفافا حادا إلى درجة أن خطارة تيغفرت واحدة من أهم الخطارات الموجودة في المنطقة كادت تجف في الفترة الممتدة بين 96/2002 حيث عرفت المنطقة كمياتها في المغرب جفافا أدى إلى نقص الفرشة المائية، وقد رتب عن تعاقب فترات الجفاف هاته عدة مشاكل أهمها تدهور غابات النخيل التي تميزت بها المنطقة حين تراجع إشعاعها على الصعيد الوطني من حيث إنتاج وجودة التمور وأصيب عدد من أشجار النخيل بمرض البيوض، تراجع عدد الفلاحين وتركهم لأراضيهم وهجرتهم نحو المدن والخارج.الشيء الذي يجعل المنطقة عالة على الاقتصاد المغربي.

### التصحر
يمكن اعتبار الجفاف من بين أسباب التصحر حيث يؤدي إلى ضعف الغطاء النباتي على ذلك الرياح الشديدة مما يؤدي إلى التعرية الريحية للتربة الضعيفة إضافة إلى انبساط المنطقة، كل هذا يؤدي إلى ظهور ظاهرة بدأ يتفاقم خطرها وهي ظاهرة زحف الرمال، ومن خلال استطلاع ميداني يتضح أن المنطقة بأكملها معرضة لزحف الرمال لكن شدتها تختلف من منطقة إلى أخرى من حيث كمية الرمال الزاحفة. ويبقى بور شتام من أهم المناطق المعرضة لزحف الرمال حيث يتعدى ارتفاع الكتبان في بعض الأحيان 4 أمتار، ويرجع هذا إلى التدهور الخطير للغطاء النباتي الطبيعي في جوانب هذه المنطقة وإلى موت العديد من الأشجار مما يفتح المجال أمام الرياح لحمل الأتربة المفككة بفعل فترات الجفاف المتعاقبة على المنطقة، ونجد كذلك أن جوانب كل واحة تعاني من مشكل الزحف خاصة واحة (أيت معمر) حيث شكلت هذه الواحة حاجزا أمام هذا الزحف الذي يهدم كلا من(تايرزة) و(تلالت) وأصبحت مساحة لارتفاع الكتبان الرملية سنة بعد سنة.

### مشكلة النظافة
إن الزائر لمنطقة فركلة لايسترعيه بالاهتمام كثرة الأزبال المتناثرة هناك وهناك خاصة بجوار الأودية وفي الأبارالمهجورة وهذا ما يهدد بتلويث تربة المنطقة خاصة أن السكان يعتبرون أن رميهم الأزبال بجوار الوديان يخلصهم منها عندما يأتي الواد، وهذا فكر خطير وخطير جدا، فهذه الأزبال التي ترمى عشوائيا قصد التخلص منها فبالعكس هذا ساهم في توزيعها في كل المنطقة عن طريق الواد وهذا ما يساعد على تلويث تربة المنطقة، وهنا تتجلى قلة حملات التوعية في صفوف السكان الذين تنتشر بينهم الأمية والدور الناقص للجماعات المحلية في هذه المنطقة،

### مشكلة الموارد المائية
لقد أدت سنوات الجفاف المتعاقبة إلى قلة الموارد المائية وخاصة الصالحة للشرب حيث انقطع جريان الوديان الدائم وأصبحت تأتي في أوقات موسمية غير منتظمة ومليئة بالطين والطمي مسببة فيضانات مهولة في بعض المرات مما يجعل المنطقة لاتستفيذ منها وهذا ما يستعجل بضرورة بناء سد واحد على الأقل إضافة إلى هذا المشكل تعاني المنطقة مناقلة المياه الجوفية التي سببتها سنوات الجفاف المتعاقبة واستنزافها من طرف الساكنة الجاهلة بالقوانين. هناك أيضا قلة التوعية من طرف الجهات المسؤولة حيث يلاحظ أنه في منطقة صغيرة المساحة يوجد أكثر من بئر واحد مما يهدد باستنزاف الفرشة المائية إضافة إلى عدم معرفة السكان بالطرق الجديدة في الري وضعف استثمارات الدولة في هذا الباب مشاكل أخرى.

إضافة إلى هذه المشاكل يمكن أن ندرج قلة الخصوبة، المشكل مشكل تدهور غابات النخيل بفعل قطعها من طرف السكان وخاصة النساء اللواتي يستعملنه كحطب للطهو وهذا راجع أساسا إلى التقاليد الموروثة عن الأجداد وقد أدت كل هذه المشاكل إلى تدهور الغطاء النباتي حيث تم تجريد المراعي وقطع أشجار النخيل حيث أصبحت بعض المناطق التي كانت إلى عهد قريب غنية بأشجارها أصبحت اليوم شبه فارغة مثل واحة (أيت عاصم) و(البور)، إضافة إلى هذا أصبحت معظم الخطارات (حوالي 31 خطارة) جافة أو في طريق الجفاف وقلت كذلك المساحة المسقية بفعل نضوب الأبار ونقصان صبيب الخطارات.

## بعض الحلول لتجاوز هذه المشاكل

### بالنسبة لمشكلة زحف الرمال
فقد كانت الساكنة أول من حاول محاربة هذا المشكل باستعمال وسائل جد بسيطة استطاعت بها أن تخفف من وطأة هذا المشكل فقد تم بناء عدد من الجدران الطينية خاصة في خطارة بتغفرت وكذلك تم استعمال المياه الفيضية من أجل إبعاد الرمال عن الحقول وتم خلق حواجز وأسوار مكونة من الجريد غالبا أو من القصب للحد من هذا الزحف الخطير، إضافة إلى هذه الحلول يمكن أخذ العبرة من منطقة الريصاني حيث تم محاربة هذه الظاهرة باستعمال وسائل علمية كزرع بعض الأشجار التي تتحمل الجفاف وتثبت الرمال مثل شجرة (تكووت) التي تنتشر بالمنطقة، ونسجل بعض المحاولات لوزارة المياه والغابات وذلك بزرع عددمن النباتات المبنية للرمال في المنطقة بالنسبة لمشكل الفيضانات الناتجة عن حمل الوديان المفاجئة فقد حاولت السلطات المحلية بناء بعض السواقي لتزويد الحقول بالمياه وتصريف فائض المياه، لكن هذه السواقي تعاني من قلة الصيانة وتسبب في بعض المرات فيضانات خطيرة وخاصة ساقية الفيض في كردميت، وهذا مايجعل المنطقة التي تعيرها هذه السواقي جافة لاتستفيد من القسم الضئيل من المياه الذي تحمله هذه السواقي أما القسم الأوفر من المياه فيضيع هباء في رمال الصحراء المحيطة بتنجداد أو ما يصطلح عليه(بأمردول) ومن كل هذا وذاك يستوجب على السلطات المعنية أن تكثف من جهودها وتحاول سد لحصر المياه ولو جزئيا والذي سيعيد شيئا من ماضي هذه المنطقة السعيدة المباركة وأهم هذه السدود الذي يستعجل تشييدها سد على يوتيوب(إيفغ) في الضاحية الغربية العليا للمنطقة كذلك يجب حماية الخطارات المنتشرة في المنطقة التي تعتبر أهم الموارد المائية بالمنطقة وذلك بإيجاد إجراءات صارمة جدا من طرف السلطات تمنع السكان من حفر أبار جديدة قرب منابع هذه الخطارات وكذلك حماية أبار هذه الخطارات من سقوط الرمال فيها ومنع السكان من رمي الأزبال بمحاذاتها وصيانتها كلما دعت الضرورة إلى ذلك.

### مشكلة الغطاء النباتي
يجب منع السكان من قطع النخيل ويجب كذلك تزويد الحقول بالسواقي وإنقاذ ما يمكن من أشجار النخيل من مرض البيوض وعدم التفريط في الثروة الفلاحية للمنطقة التي تتمثل في أشجار نخيلها وإنقاذ النشاط الفلاحي في المنطقة التي تعاني من هجرة لنباتها وفلذات كبدها مما يهدد بشيخوخة المنطقة لذلك يجب على الدولة تكثيف استثماراتها في هذا الميدان ولو على الأقل خلق مشروعات صغيرة خاصة فيما يخص مستقبل المنطقة السياحية، كذلك يجب حماية بعض المناطق التي تعتبر سياحية محليا.

## وصلات خارجية
- tinjdad5 البوابة الإلكترونية الإخبارية لتنجداد الكبرى
- tinejdad.infoّ بوبة تنجداد الإلكترونية
- gardmit قصر كردميت
- بوابة قصر تايرزة
- el-khorbat----amellal قصر لخربات---- أملال
- kser leksiba قصر القصيبة
- izilf قصر إزيلف
- جمعية واحة فركلة للبيئة والتراث
- ثانوية الحسن الثاني بتنجداد